# Vråvatn
Vråvatn ist der Name eines Sees in der Kommune Kviteseid in der norwegischen Provinz Telemark. Der Hauptzufluss ist der See Skredvatn, der Abfluss erfolgt über den See Nisser in  den Fluss Storåna. Der Vråvatn ist somit ein Teil des Flusssystems Arendalsvassdraget.
1914 wurden zwei Schleusen innerhalb des Abflusses angelegt. Diese machten die 50 km lange Strecke von Treungen (Tveitsund) am Südende des Nisser bis Vråliosen am Westende des Vråvatn schiffbar. Im Sommer verkehrt die historische Fram auf dieser Strecke und befördert Touristen.